# Rhaphidostegium microcarpoides
Rhaphidostegium microcarpoides là một loài rêu trong họ Sematophyllaceae. Loài này được (Müll. Hal.) Kindb. mô tả khoa học đầu tiên năm 1888.